# Ringband

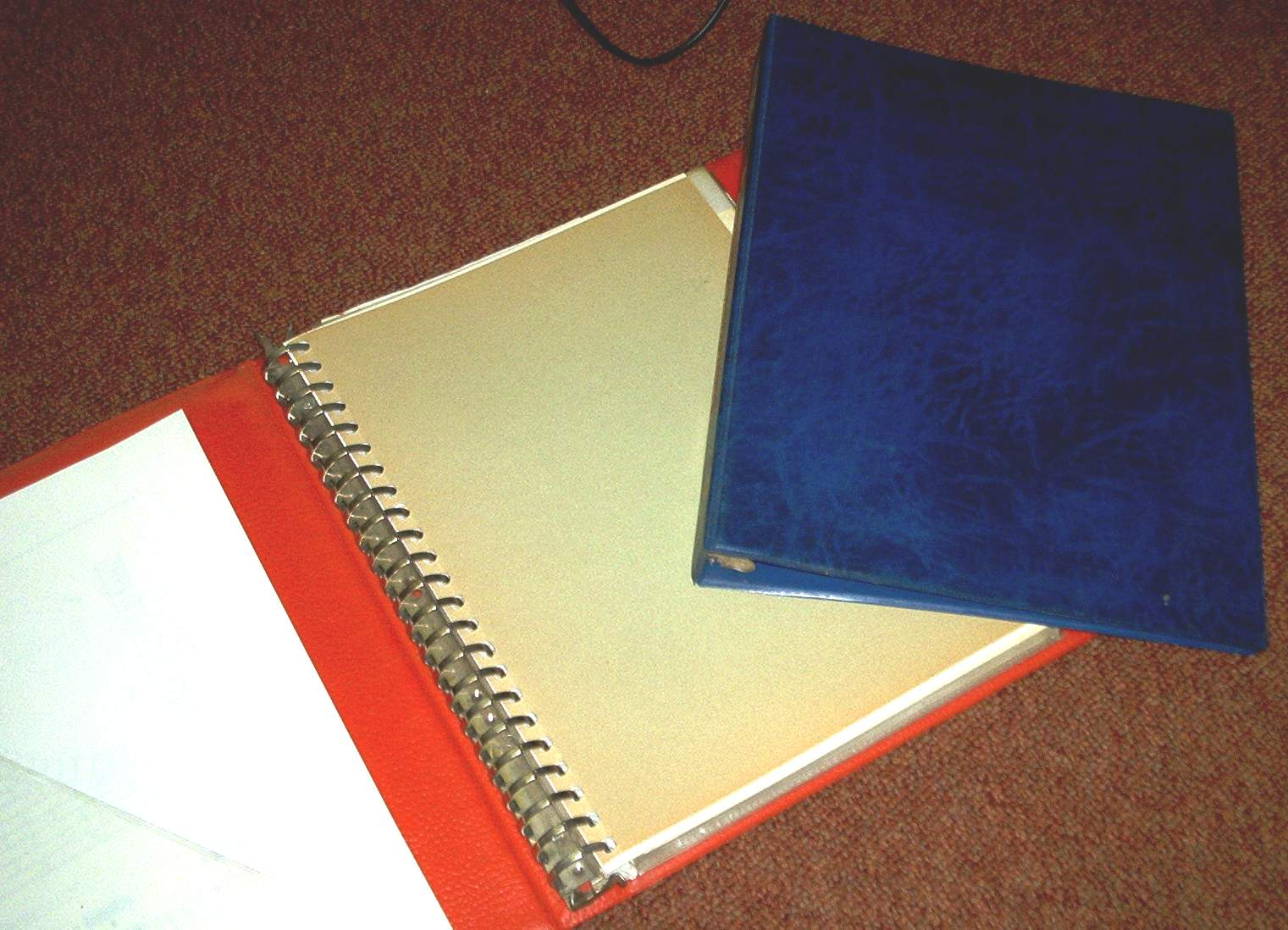

De ringband (of ordner) is een map van hard karton, dat meestal met pvc-kunststof is overtrokken of met papier omplakt, met erin een klemsysteem (mechaniek) van twee of meer ringen. De banden kunnen allerlei kleuren of soorten opdruk hebben, met of zonder afbeeldingen. Het mechaniek kan zowel van staal als van kunststof zijn. Aan beide einden van het ringsysteem zitten bij massaal geproduceerde ringbanden vaak hendeltjes (waarmee dan het openen en sluiten van de ringen bediend kan worden) en bij business-to-businessoplossingen vaak niet.

## Productie van plastic ringbanden
Plastic ringbanden worden gemaakt met behulp van hoogfrequent-lasmachines. In deze machines wordt een messing matrijs geplaatst. Elke afmeting heeft door zijn afwijkende formaat zijn eigen matrijs. Eerst wordt er een vel pvc neergelegd. Daarna worden voor de voor-, rug- en achterkant van de ringband drie stukken karton neergelegd. Daaroverheen gaat weer een pvc-vel. Hierna worden deze met behulp van de matrijs en een hoogfrequent-lasmachine dichtgelast (geseald). Het mechaniek wordt er met popnagels ingezet. Het gehele proces verloopt automatisch. Na een menselijke controle worden de mappen ingepakt en verzonden.

## Productie van omplakte ringbanden
Omplakte ringbanden worden gemaakt van een vel karton waar gelamineerd offsetdrukwerk omheen wordt geplakt. Voor iedere afmeting is een andere maat karton/drukwerk noodzakelijk. Om de rug te maken, kan vooraf het karton weggefreesd worden, waardoor een haakse hoek ontstaat. Het is ook mogelijk om het omplakte product te rillen, waardoor een scharnierpunt ontstaat, doordat het karton plaatselijk geplet is. Rillen kan veelal tegelijk met klinken gebeuren, waardoor dit kostentechnisch een betere oplossing is. Nadat het mechaniek met 2, 3 of 4 klinknagels aan het kartonnen plat bevestigd is, worden de ringbanden tijdens het verpakken gecontroleerd en daarna verzonden.

## Standaardisatie
Het aantal ringen en de afstand tussen de ringen zijn gestandaardiseerd. De meest voorkomende zijn:
| aantal ringen | onderlinge afstand | commentaar                    |
| ------------- | ------------------ | ----------------------------- |
| 2             | 80 mm              | Europese standaard            |
| 3             | 108 mm             | in Noord-Amerika gebruikelijk |
| 4             | 80 mm              | Europese standaard            |
| 4             | 20-60-20 mm        | Tamelijk zeldzaam             |
| 4             | 45-65-45 mm        | voor A5-ringband              |
| 17            | ½ inch             | "Multo"                       |
| 23            | ½ inch             | "Multo"                       |

De gaten in de inhoud worden veelal 11 mm (hart gat) uit de rugzijde van de inhoud geboord. De doorsnede is ongeveer 5,5 mm.

## Vullingen
Voor de vulling van de 17- en 23-ringsmappen zijn er bijpassende geperforeerde vellen papier. Voor de 23-ringsmap wordt meestal papierformaat A4 gebruikt. Voor de 17-ringsmap wordt meestal een speciaal daarvoor gemaakt papierformaat gebruikt. Deze vullingen, meestal interieurs genoemd, zijn er in diverse uitvoeringen:
- gelinieerd papier
- ruitjespapier
- fotopapier
- tekenpapier
- muziekpapier
- blanco papier
- foto-interieur voor verschillende formaten; transparant
- hobbybladen; mat wit karton
- interieur voor het opbergen van kleinbeeld negatieven, 24 x 36 mm
- overtrekpapier
- visitekaartjes interieur; transparant
- tabbladen van kunststof (PP) of karton
- transparante insteekhoesjes (showtassen)

## Gebruik
Ringbanden worden door studenten en scholieren veel gebruikt om de nodige gegevens van hun studie te noteren en ordelijk en overzichtelijk te bewaren. 17- en 23-ringspapier kan daartoe ook van een scheurstrip worden voorzien; men spreekt dan van collegemappen. De mappen zijn echter ook heel geschikt om thuis te gebruiken voor het bewaren van foto's, voor verzamelingen van bijvoorbeeld postzegels enzovoort. Met behulp van de erbij verkrijgbare showtassen zijn ze heel geschikt om catalogi samen te stellen en producten te showen.

## Trivia
- Vanaf de introductie in de jaren 60 van de 20e eeuw werden de 17- en 23-ringsmappen ook vaak multomap genoemd, hoewel Multo eigenlijk een merknaam is met een eigen gepatenteerd klemsysteem.
- De perforatie van kettingpapier, bedoeld voor gebruik in een printer, heeft een afstand van ½ inch, dus gelijk aan de multoperforatie. De gaatjes zijn echter kleiner. Met een multoperforator kunnen de gaatjes passend worden gemaakt en dan past het papier in een multoband.
- Papier voor gebruik in een multoband heeft vaak een paar gaatjes die iets groter zijn, waardoor hetzelfde papier ook in een 2- of 4-ringsband past.
- In Limburg is de term "klapper" algemeen voorkomender dan ringband of ordner.